# Jeffrey Goldstone
Jeffrey Goldstone (* 3. September 1933 in Manchester, England) ist ein britischer Physiker, der seit 1977 in den USA lebt.

## Leben und Werk
Jeffrey Goldstone wurde als Sohn von Hyman und Sophia Goldstone geboren. Nach der Grammar School in Manchester besuchte er seit 1951 das Trinity College in Cambridge, wo er 1954 seinen Bachelor und 1956 seinen Master machte. Unter der Betreuung von Hans Bethe wurde er 1958 promoviert. Von 1961 bis 1976 war er Lecturer und 1976 bis 1977 Reader für Mathematische Physik. In dieser Zeit war er auch Gastwissenschaftler an verschiedenen Universitäten und Forschungsinstituten, so in Kopenhagen, am CERN, an der Harvard University, am Massachusetts Institute of Technology (MIT), in Santa Barbara, am SLAC, an der École normale supérieure und in Rom. 1977 verließ er England und wurde Professor am MIT in Cambridge (Massachusetts). Von 1983 bis zu seiner Emeritierung 2004 war er dort Cecil-und-Ida-Green-Professor für Physik und von 1983 bis 1989 zusätzlich Direktor des Zentrums für Theoretische Physik.
In einer Arbeit von 1961 zeigte Goldstone, dass masselose Bosonen auftreten, wenn eine globale Symmetrie spontan gebrochen ist (→ Goldstonetheorem). Mit Abdus Salam und Steven Weinberg beschäftigte er sich mit Symmetriebrechung und mit Frank Wilczek arbeitete er über Solitonen. Später widmete er sich der Stringtheorie und Algorithmen für Quantencomputer.
Goldstone ist seit 1980 verheiratet und hat einen Sohn.

## Preise
- 1955 Smith's Prize (Universität Cambridge)
- 1981 Dannie-Heineman-Preis für mathematische Physik (American Physical Society)
- 1983 Guthrie-Medaille (Institute for Physics)
- 1991 Dirac-Medaille (ICTP) (International Center for Theoretical Physics)

## Mitgliedschaften
- 1977 Royal Society
- 1977 American Academy of Arts and Sciences
- 1987 American Physical Society (Fellow)

## Schriften (Auswahl)
- Jeffrey Goldstone, Abdus Salam, Steven Weinberg: Broken Symmetries. In: Physical Review. Band 127, Nr. 3, 1. August 1962, S. 965–970, doi:10.1103/PhysRev.127.965 (englisch).

Weitere Veröffentlichungen siehe die Profilseiten unter den Weblinks.